# Astragalus erubescens
Astragalus erubescens es una especie de planta del género Astragalus, de la familia de las leguminosas, orden Fabales.

## Distribución
Astragalus erubescens se distribuye por Irán.

## Taxonomía
Fue descrita científicamente por D. Podl. Fue publicado en Mitteilungen (aus) der Botanischen Staatssammlung München 25: 558 (1988).